# Josef Strobl
Josef »Pepi« Strobl, avstrijski alpski smučar, * 3. marec 1974, Ehenbichl, Avstrija.
Strobl je v svetovnem pokalu dosegel tri zmage v smuku, dve v superveleslalomu ter po eno v veleslalomu in paralelnem slalomu. Ob koncu kariere, pred sezono 2004/05, je prestopil iz avstrijske v slovensko reprezentanco. 
Tudi njegov brat Fritz je bil alpski smučar.